# 先道解
先道解（韓語：선도해），高句丽末期的官员。
642年（高句丽宝藏王元年、新罗善德女王十一年、仁平九年）五月，新罗的金春秋请求高句丽出兵攻打百济，出使高句丽，高句丽王却提出先割让土地，然后才出兵。金春秋不肯屈服，反而被扣留。金春秋于是贿赂高句丽宠臣先道解。先道解便陈述《龟兔故事》，以劝喻金春秋效法兔子，假装应承割地，以求返国。最终，金春秋获高句丽王应允，安全归国。

## 影视形象
- 1992～1993年KBS《三国记》朴英睦饰演
- 2006～2007年SBS《渊盖苏文》梁亨浩饰演
- 2013年KBS《劍與花》全振基饰演